# Glenea mira
Glenea olha é uma espécie de escaravelho da família Cerambycidae. Foi descrita por Karl Jordan em 1903.

## Subespecie
- Glenea mira allardi Breuning, 1972
- Glenea mira bernardii Breuning, 1977
- Glenea mira olha Jordânia, 1903